# Olszówka (województwo kujawsko-pomorskie)
Olszówka – kolonia w Polsce położona w województwie kujawsko-pomorskim, w powiecie golubsko-dobrzyńskim, w gminie Golub-Dobrzyń.
W latach 1975–1998 miejscowość administracyjnie należała do województwa toruńskiego.
Inne miejscowości o nazwie Olszówka: Olszówka